# 吉川共治
吉川 共治（きっかわ きょうじ、1937年10月13日 - ）は日本の大蔵官僚。血液型はA型。

## 来歴
長野県茅野市出身。長野県諏訪清陵高等学校を経て、東京大学法学部第2類（公法コース）を卒業。1962年 大蔵省入省（主税局総務課）。同年7月 主税局国際租税課。1964年6月 近畿財務局勤務。大臣官房調査企画課、理財局国債課勤務の後、1966年8月に運輸省航空局監理部総務課に企画係長として出向。1968年7月に松江税務署長。その後はカナダ大使館での勤務も経験。理財局国有財産総括課長、九州財務局長、大臣官房審議官（大臣官房担当）などを経て、1986年6月15日より理財局次長（国有担当）。1989年6月からは人事院の事務総局に出向。管理局研修審議室長、任用局審議官、公平局長のポストを歴任し、1991年6月16日より任用局長となる。1993年6月22日 退官。同年7月9日より住宅・都市整備公団の理事を7年間務めた。2007年11月 旭日中綬章受章。趣味は絵画鑑賞、音楽鑑賞。

## 職歴
- 1962年4月：大蔵省入省（主税局総務課）
- 1962年7月：主税局国際租税課
- 1964年6月：近畿財務局理財部
- 1965年4月：大臣官房調査企画課
- 1966年4月：理財局国債課
- 1966年8月：運輸省航空局監理部総務課企画係長[4]
- 1968年7月：松江税務署長
- 1969年8月：国際金融局短期資金課長補佐（特別会計）[6]
- 1971年7月：証券局投資信託課長補佐
- 1973年8月：証券局流通市場課長補佐
- 1973年8月：理財局資金第二課長補佐
- 1974年7月：中国財務局理財部長
- 1976年7月：大臣官房付（外務研修）
- 1977年5月：在カナダ大使館一等書記官
- 1979年1月：在カナダ大使館参事官
- 1980年6月：関税局国際第二課長
- 1982年6月：関税局国際第一課長
- 1984年7月：理財局国有財産第一課長
- 1985年5月：理財局国有財産総括課長
- 1986年6月：九州財務局長
- 1987年6月：大臣官房審議官（大臣官房担当）
- 1988年6月：理財局次長（国有担当）
- 1989年6月：人事院事務総局管理局研修審議室長
- 1990年1月：人事院事務総局任用局審議官
- 1991年4月：人事院事務総局公平局長
- 1991年6月：人事院事務総局任用局長
- 1993年6月：大臣官房付、退官